# Вступ Північної Македонії до Європейського Союзу
Вступ Північної Македонії до Європейського Союзу є на поточному порядку денному майбутнього розширення ЄС з 2005 року, коли вона стала кандидатом на вступ. Македонія подала заявку на членство в 2004 році, через тринадцять років після її незалежности від Югославії. Це одна з семи нинішніх країн-кандидатів на вступ до ЄС разом з Албанією, Молдовою, Сербією, Чорногорією, Туреччиною та Україною.
Використання назви країни «Македонія» було об'єктом суперечки з сусідньою Грецією в період з 1991 по 2019 рік, що призвело до накладення вето Греції на переговори про вступ до ЄС і НАТО, які тривали з 2008 по 2019 рік. Після того, як питання було вирішено, ЄС дав офіційне схвалення розпочати переговори про вступ з Північною Македонією та Албанією у березні 2020 року.
Однак у листопаді 2020 року Болгарія фактично заблокувала офіційний початок переговорів про вступ Північної Македонії до ЄС через те, що вона вважає повільним прогресом у виконанні Договору про дружбу 2017 року між двома країнами, підтримуваними державою чи толерованими висловлюваннями ворожнечі та претензіями меншин щодо Болгарії. 18 липня 2022 року, після того як Північна Македонія та Болгарія схвалили запропоновану Францією угоду про примирення, а вето Болгарії було скасоване, Рада Європейського Союзу ухвалила рішення про початок перемовин із Албанією та Північною Македонією про вступ до Європейського Союзу.

## Історія

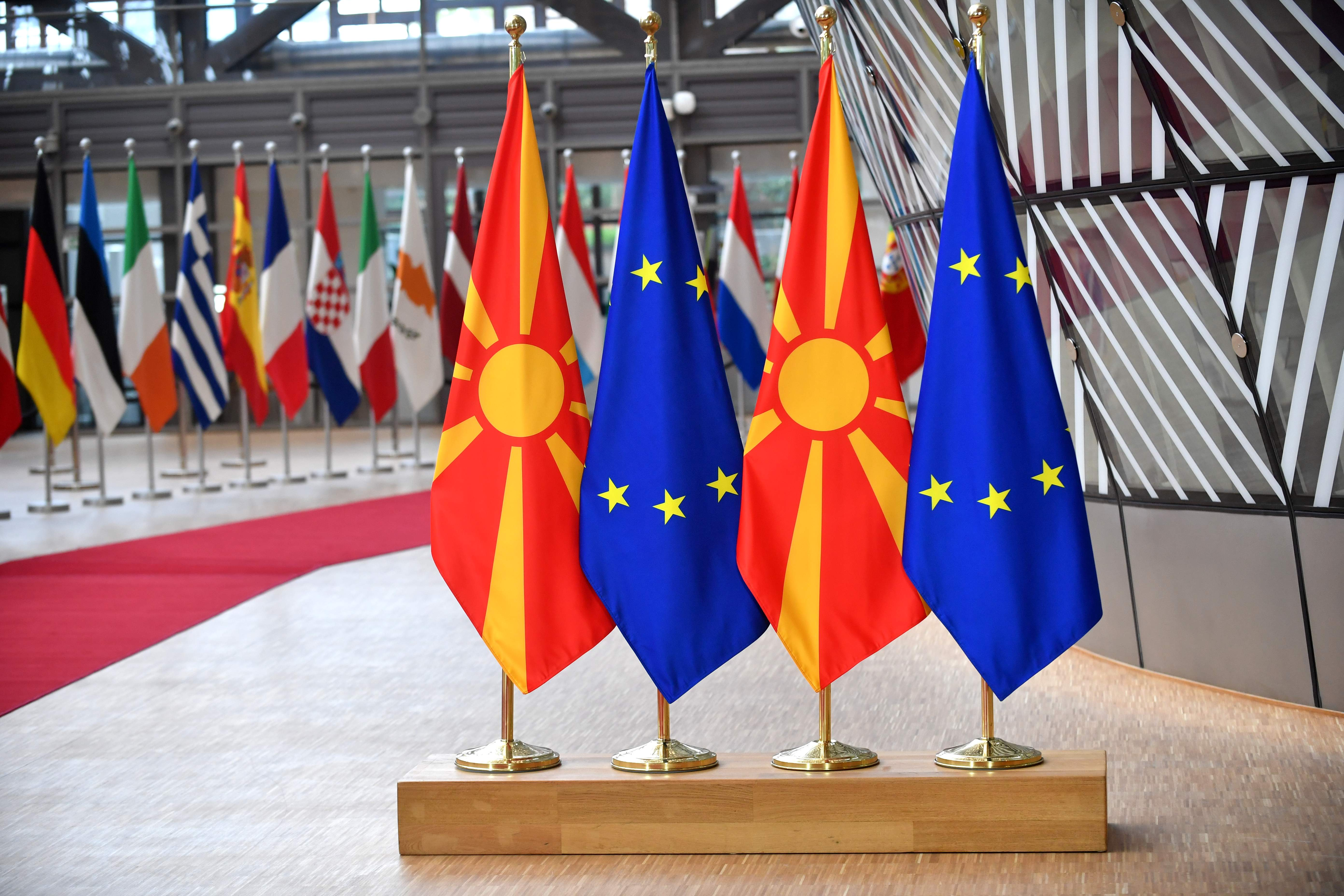
Прапори Європейського Союзу та Північної Македонії

Північна Македонія розпочала офіційний процес зближення з Європейським Союзом у 2000 році, розпочавши переговори щодо процесу стабілізації та асоціації з ЄС, і стала першою країною на Балканах, яка не входить до ЄС, яка підписала Угоду про стабілізацію та асоціацію (САА). 9 квітня 2001 року в Люксембурзі . Угода була ратифікована парламентом Македонії 12 квітня 2001 року і набула чинності 1 квітня 2004 року.
22 березня 2004 року Македонія подала заявку на членство в ЄС. 6 вересня 2004 року уряд Македонії прийняв Національну стратегію європейської інтеграції, яку підтримав парламент країни через Комісію з європейських питань. Згодом уряд розпочав процедуру відповіді на анкету Європейської комісії щодо її роботи з підготовки до членства відповідно до Копенгагенських критеріїв, процес, який був завершений до 31 січня 2005 року. Європейська Рада офіційно надала країні статус кандидата 17 грудня 2005 року після розгляду та позитивної рекомендації кандидатури Європейською комісією.
Після того, як у 2019 році було вирішено суперечку щодо назви з Грецією, переговори про вступ повинні були розпочатися в тому ж році, але в червні 2019 року Рада з загальних справ ЄС вирішила відкласти рішення на жовтень через заперечення низки країн, включаючи Нідерланди. та Франції. У жовтні Франція знову наклала вето на це рішення. 25 березня 2020 року Рада Європейського Союзу ухвалила рішення про початок переговорів про вступ, які наступного дня схвалила Європейська Рада.
Однак 17 листопада 2020 року Болгарія заблокувала офіційний початок переговорів про вступ з країною. Очікується, що Північна Македонія надасть Болгарії додаткові гарантії, що вона збереже договір про дружбу з Софією від 2017 року, який стосується історичних питань.

### Суперечка щодо назви з Грецією
Основною перешкодою для процесу приєднання було невирішене заперечення Республіки з боку Греції щодо її назви, оскільки Греція стверджувала, що це має на увазі територіальні амбіції щодо власної північної провінції Греції Македонії. Хоча країну воліли називати її конституційною назвою Республіка Македонія, Європейський Союз, визнаючи занепокоєння, висловлені Грецією, підтримував практику визнання її лише як «колишньої югославської Республіки Македонія», що є компромісом «тимчасової довідка», введена Організацією Об'єднаних Націй у 1993 році. Греція, як і будь-яка інша країна ЄС, має право вето проти нових приєднань і заблокувала приєднання Македонії через суперечку щодо імені.
12 червня 2018 року між прем'єр-міністром Греції Алексісом Ципрасом та його македонським колегою Зораном Заєвим було досягнуто угоди, відомої як Преспанська угода, згідно з якою країна буде перейменована на «Республіку Північна Македонія». У рамках цієї угоди Греція чітко відкликала свою попередню опозицію, дозволивши ЄС 26 червня 2018 року затвердити шлях до початку переговорів про вступ.

### Історико-лінгвістична суперечка з Болгарією
Хоча Болгарія була першою країною, яка визнала незалежність тодішньої Республіки Македонія, більшість її науковців, а також широка громадськість не визнають македонську мову та націю, що сформувалися після Другої світової війни, як окремі від власне болгарської. У рамках зусиль щодо вирішення спору щодо назви Македонії з Грецією конституцію Македонії змінювали двічі (у 1995 році, а потім знову в 2018 році), щоб формально виключити будь-які можливі територіальні прагнення до сусідніх країн.
Деякі македонські політики вважають болгарську територію частиною Великої Македонії, стверджуючи, що більшість населення там є пригнобленими етнічними македонцями. У серпні 2017 року Македонія та Болгарія підписали договір про дружбу, щоб покращити свої складні відносини. У 2018 році була утворена спільна комісія з історико-освітніх питань, яка служила форумом, на якому можна було порушувати та обговорювати спірні історико-освітні питання. Протягом одного року ця комісія досягла незначних успіхів у своїй роботі.
У жовтні 2019 року Болгарія виклала «Рамкову позицію», попереджаючи, що вона заблокує процес вступу, якщо Північна Македонія не виконає вимоги щодо антиболгарської ідеології в країні і, зрештою, через «триваючий процес національного будівництва». ' заснований на історичному заперечуванні болгарської ідентичності, культури та спадщини в більш широкому регіоні Македонії.
Болгарські політики стверджують, що Північна Македонія залишається єдиною країною в НАТО, тобто кандидатом в ЄС, політика якої базується на комуністичних історичних та мовних догмах, прийнятих ASNOM. Що стосується македонської мови, Болгарія радить ЄС уникати використання терміна «македонська мова» під час переговорів про вступ, а замість цього використовувати термін «офіційна мова Республіки Північна Македонія», підтверджуючи, що вона не визнає цю мову окремою від болгарської. У Північній Македонії це широко сприймається як пряма атака на національну ідентичність та мову.
У вересні 2020 року Болгарія направила до Ради Європейського Союзу пояснювальний меморандум, що містить її рамкову позицію щодо вступу Північної Македонії. 17 листопада 2020 року Болгарія відмовилася затвердити переговорну структуру Європейського Союзу щодо Північної Македонії, фактично заблокувавши офіційний початок переговорів про приєднання з цією країною через повільний прогрес у виконанні Договору про дружбу 2017 року між двома країнами, підтримуваними державою або толерував мову ворожнечі та претензії меншин щодо Болгарії.
Вето було засуджено деякими інтелектуалами та критикою з боку міжнародних спостерігачів. Опитування, проведене в листопаді 2020 року Alpha Research серед 803 людей з усієї Болгарії, показало, що 83,8 % болгар були проти вступу Північної Македонії до ЄС, поки історичний спір не буде вирішено, лише 10,2 % болгар підтримали вступ з решта не мають думки.
У червні 2022 року, наприкінці головування Франції в Раді Європейського Союзу (січень–червень), президент Еммануель Макрон вніс термінову пропозицію вирішити суперечку між двома країнами. Ця пропозиція спровокувала політичну кризу в Болгарії. 8 червня Славі Трифонов вивів свою партію з правлячої коаліції Болгарії, мотивуючи це питанням Північної Македонії. Це викликало критику з боку президента Румена Радева, який назвав пропозицію відносно хорошою. Однак уряд зняв свою відповідальність і повністю делегував її парламенту. У результаті 22 червня уряд Болгарії зіткнувся з вотумом недовіри, який він програв. Проте 24 червня після бурхливих дискусій парламент схвалив зняття вето. Президент Макрон заявив, що європейські лідери чинили великий тиск на Болгарію, щоб вона прийняла цю угоду, підтверджуючи, що її схвалення було «дуже хорошим сигналом». 25 червня Міністерство закордонних справ у Софії заявило, що швидкість, з якою Північна Македонія наблизиться до членства в ЄС, вже залежить від неї самої. За два дні до завершення президентства Франції в ЄС прем'єр-міністр Північної Македонії Ковачевський заявив, що уряд залишається на думці, що угода, запропонована Парижем і схвалена Болгарією, є неприйнятною для країни. Однак з тих пір ця пропозиція була підтримана урядом Північної Македонії. На початку липня 2022 року в Північній Македонії почалися протести проти французької пропозиції. Однак 16 липня 2022 року асамблея Північної Македонії прийняла цю пропозицію.
17 липня в Софії глави МЗС Болгарії та Північної Македонії підписали другий двосторонній протокол до Договору про добросусідство і дружбу між двома країнами. Такі протоколи мали підписуватись щороку, але на практиці вони не були підписані з 2019 року. Згідно з рішенням Національних зборів Болгарії від 24 червня, підписання цього протоколу є умовою для затвердження Болгарією Рамки переговорів щодо Республіки Північна Македонія. Протокол містить конкретні заходи та терміни виконання домовленостей з історичних питань між двома країнами, заходи проти мови ворожнечі тощо.
18 липня 2022 року Рада Європейського Союзу ухвалила рішення про початок перемовин із Албанією та Північною Македонією про вступ до Європейського Союзу, а вже наступного дня — 19 липня 2022 року — прем‘єр-міністр Албанії та голова уряду Північної Македонії офіційно прибули до Брюсселя для урочистого відкриття перемовин.

## Внутрішня політика

### Фінансування ЄС
Наразі Північна Македонія отримала 1,3 мільярда євро допомоги на розвиток до 2020 року від Інструменту передвступної допомоги, механізму фінансування країн-кандидатів на ЄС.

### Кампанія
Девіз уряду щодо кандидатури: «Сонце теж зірка», маючи на увазі сонце з прапора Північної Македонії, яке зображено серед інших зірок на прапорі Європи.

### Структурування уряду
Уряд Північної Македонії створив інфраструктуру управління процесом європейської інтеграції на основі документа, прийнятого в 1997 році під назвою «Стратегічні основи Республіки [Північна] Македонія щодо досягнення членства в Європейському Союзі». До його складу входять такі установи:
- Комітет з євроатлантичної інтеграції відіграє центральну роль в ухваленні рішень щодо політики країни в процесі європейської інтеграції. Його очолює прем'єр-міністр, у складі якого є віце-прем'єр-міністри, усі міністри уряду, голова Національного банку Північної Македонії та президент Македонської академії наук і мистецтв.
- Робочий комітет з питань європейської інтеграції уряду Республіки [Північна] Македонія (WCEI) — його очолюють віце-прем'єр-міністри, відповідальні за інтеграцію в ЄС, заступником якого є міністр економіки. Членами є секретарі всіх міністерств. Це оперативний міжміністерський орган, який встановлює методи та динаміку реалізації стратегічних рішень, політичних орієнтирів та пріоритетів Уряду, а також контролює виконання конкретних завдань.
- Заступник Президента Уряду відповідає за європейську інтеграцію як центр управління та координації оперативної частини інтеграційного процесу. Його підтримкою та обслуговуванням є Сектор європейської інтеграції в рамках Генерального секретаріату уряду колишньої югославської Республіки Македонія.
- Сектор з європейської інтеграції в уряді республіки має завдання організувати, координувати та синхронізувати процес інтеграції до ЄС. Він організований у сім підрозділів, які відповідають за наближення національного законодавства до законодавства ЄС, переклад правових актів ЄС, інституційну розбудову, підтримку WCEI, координацію іноземної допомоги та інформування широкої громадськості щодо ЄС та євроінтеграційний процес.
- Департаменти/Сектори/Відділи з питань європейської інтеграції в міністерствах мають подібну структуру та компетенцію, що й центральний сектор європейської інтеграції в уряді, будучи ключовою ланкою в інституційній інфраструктурі.
- Міністерство закордонних справ — сфера ЄС — відповідає за комунікації зі структурами ЄС через Представництво колишньої югославської Республіки Македонія в Брюсселі, збираючи достовірну та своєчасну інформацію, яка впливає на процес інтеграції, та представляючи єдині перспективи та позиції в європейських структур.

Іншими інституціями, які підтримують процес інтеграції до ЄС, є:
- Асамблея Республіки та її Комісія з європейських питань
- Секретаріат з питань законодавства
- Генеральний секретаріат уряду
- підкомітет WCEI зі зближення законодавства з робочими групами

### Етнічні албанські настрої
Настрої серед етнічних албанців Північної Македонії традиційно сильно проєвропейські.

## Громадська думка
79 % населення Північної Македонії виступає за вступ до ЄС. Однак ті, хто вважає, що Північна Македонія сьогодні ближче до вступу в ЄС, ніж це було в 2005 році, коли вона вперше отримала статус кандидата, з 2018 по 2021 роки впали з 57 % до 32 %.

## Хронологія відносин з ЄС
| Дата                      | Подія |
| ------------------------- | --- |
| Жовтень 1992 року         | Республіка Македонія призначає свого представника в Брюсселі, погоджуючись на використання в двосторонніх відносинах назви «колишня югославія» перед її конституційною назвою («Республіка Македонія»).                              |
| 22 грудня 1995 року       | Республіка і ЄС встановлюють дипломатичні відносини. Починаються переговори, спрямовані на укладення угоди з широким спектром співпраці в сферах торгівлі, фінансових операцій та транспорту.                                        |
| 10 березня 1996           | Македонія стає повноправним партнером програми PHARE (Польща та Угорщина: сприяння відбудові їхніх економік). |
| Листопад 1997             | Транспортний договір набирає чинности. |
| 1 січня 1998 року         | Угода про співпрацю набуває чинности. |
| Лютий 1998 року           | Відповідно до Угоди про співпрацю в Охриді проходять перші політичні переговори на міністерському рівні. |
| 11 березня 1998           | Підписано Торгово-текстильну угоду (вона залишається в силі до 1998 року і згодом замінена новою угодою 1 січня 2000 року). |
| 21 і 22 березня 1998 року | 1-е засідання Ради взаємного співробітництва в Скоп'є. |
| 5 березня 1999 року       | 2-е засідання Ради співробітництва в Брюсселі |
| 24 січня 2000 року        | Європейська комісія приймає директиви щодо співробітництва та щодо офіційного початку переговорів щодо потенційного членства. |
| Березень 2000 року        | Відкриття представництва ЄС у Скоп'є; призначення першого глави делегації. |
| 5 квітня 2000 року        | Початок 1-го раунду переговорів щодо ССА. |
| Червень 2000 року         | Прийняття перспективи (положення) щодо потенційного членства Європейською радою у Fiera. |
| 24 листопада 2000         | ССА ініційовано на Загребському саміті. |
| Грудень 2000 року         | Набуття чинности Положення Ради про запровадження надзвичайних торговельних заходів; Македонія приєднується до регіональної програми CARDS 2002—2006.                                                                                |
| 16 лютого 2001 року       | Підписано Тимчасову угоду про торгові положення про ССА. |
| 9 квітня 2001 року        | Підписано ССА та Тимчасову угоду з торгівлі та торговельних питань. Угода набуває чинності 1 червня 2001 року. |
| Січень 2002 року          | Додатковий протокол про торгову угоду про вино та алкогольні напої та текстильну продукцію. |
| 20 лютого 2003 року       | Президент Європейської комісії Романо Проді відвідує Скоп'є, підтверджуючи позицію ЄС щодо перспективи членства країни в ЄС. |
| 25 липня 2003 року        | Останнє з 6 засідань Ради співробітництва в Брюсселі. |
| Лютий 2004 року           | «Декларація про заявку на членство в ЄС», підписана македонським парламентом. |
| 22 березня 2004           | На церемонії в Дубліні (Ірландія) уряд Македонії подав заявку на членство в ЄС. |
| 1 квітня 2004 року        | SAA набуває чинності після ратифікації всіма державами-членами ЄС. |
| 3 червня 2004 року        | У Скоп'є відбулося 1-е засідання Комітету стабілізації та асоціації. |
| 6 вересня 2004 року       | Національна стратегія європейської інтеграції, прийнята урядом Македонії. |
| 14 вересня 2004           | 1-е засідання Ради стабілізації та асоціації в Брюсселі. |
| 1 жовтня 2004 року        | Анкета щодо підготовки до вступу, подана до уряду Македонії Європейською комісією. |
| 31 січня 2005 року        | Відповіді на анкету, остаточно підготовлену урядом Македонії. |
| 14 лютого 2005 року       | Відповіді на Анкету, подану до Європейської Комісії македонською делегацією в Брюсселі. |
| 10 травня 2005 року       | На додаткові запитання до Анкети Європейської Комісії, які надійшли 22 квітня 2005 р., отримано відповіді, прийняті урядом Республіки та надіслані до Брюсселя.                                                                      |
| 9 листопада 2005          | Європейська комісія надала позитивну рекомендацію щодо вступу Македонії. |
| 17 грудня 2005            | Європейська рада в Брюсселі затвердила статус кандидата. |
| 9 листопада 2006          | Європейська комісія вирішила розпочати переговори про спрощення візового режиму з Республікою. |
| 23 червня 2008            | Після саміту ЄС вирішення спору щодо назви було додано як передумова для вступу до ЄС. |
| 14 жовтня 2009            | Європейська комісія рекомендувала розпочати переговори про вступ до повноправного членства Республіки Македонія. |
| 29 березня 2012           | Європейська комісія розпочинає діалог високого рівня про вступ зі Скоп'є. |
| 25 січня 2019 року        | Преспанська угода набуває чинності 25 січня 2019 року, припиняючи десятиліття суперечки щодо імені. У угоді зазначено, що Греція більше не накладатиме вето на переговори про вступ між Північною Македонією та Європейським Союзом. |
| 19 липня 2022 року        | Європейська Рада офіційно схвалила початок переговорів про вступ. |

### Процес лібералізації візового режиму
1 січня 2008 року набули чинності угоди про спрощення візового режиму та реадмісію між Македонією та ЄС. Македонія розпочала діалог щодо лібералізації візового режиму з ЄС у лютому 2008 року і була додана до списку безвізових громадян 19 грудня 2009 року, дозволяючи своїм громадянам в'їжджати в Шенгенську зону, Болгарію, Кіпр та Румунію без візи під час подорожі з біометричними паспортами.

## Хід переговорів
Північна Македонія почала перемовини 19 липня 2022 року. Наразі жодних розділів ще не відкрито.